# Спи (пещера)
Спи (с фр. — «Grotte de Spy» — Грот Спи) — комплекс погребений эпохи Мустье в Бельгии. Расположен рядом с городом Спи в коммуне Жемеп-сюр-Самбр провинции Намюр. Она классифицирована как главное наследие Валлонии.

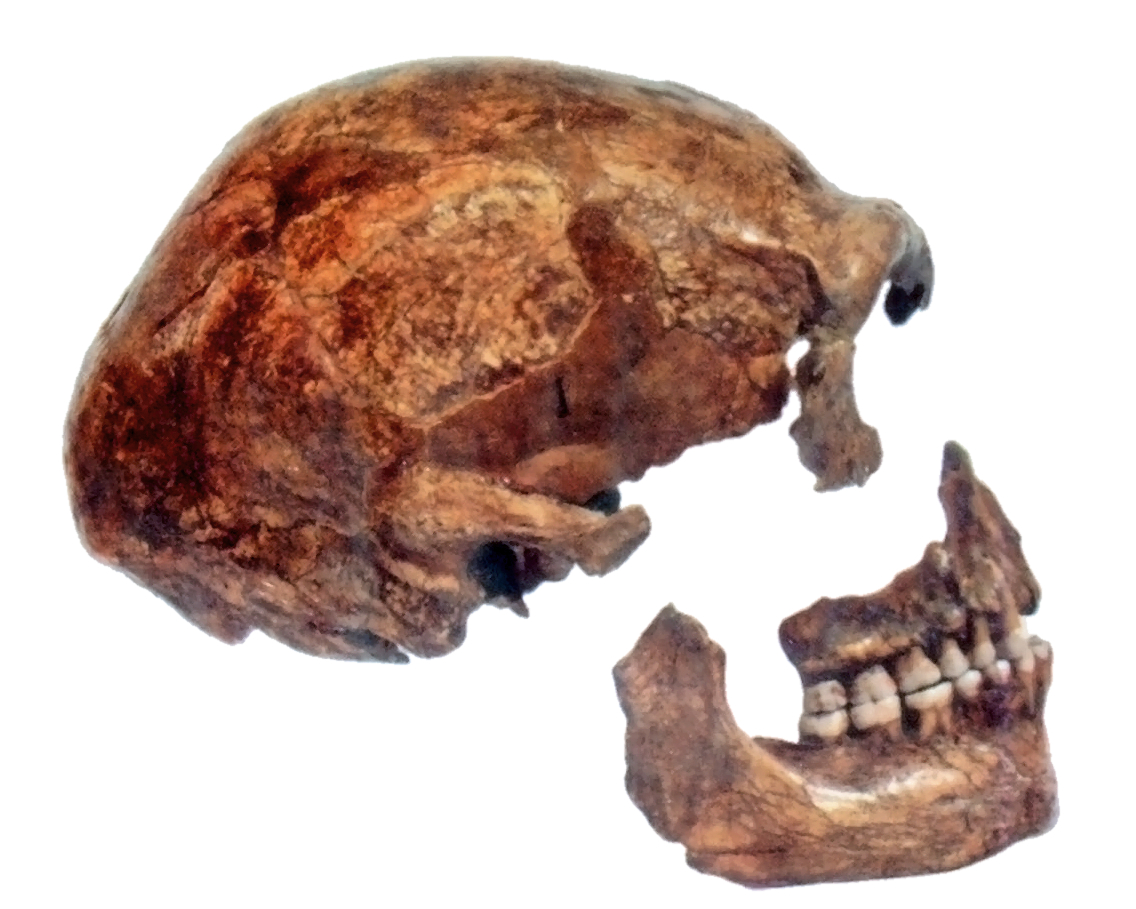
Череп неандертальца Spy 2

Это одно из самых важных мест палеолита в Европе, и в ней ведутся раскопки. В 1886 году в пещере были найдены два почти целых скелета Спи 1 и Спи 2, позже идентифицированные как неандертальские. Неандертальцы жили в пещере Спи ок. 42 тыс. лет назад. Неандертальцы из пещеры Спи, жившие в холодной тундростепи, употребляли в пищу мясо шерстистых носорогов и европейских горных баранов, а также ели грибы. Черепа неандертальцев из пещеры Спи свидетельствуют о каннибализме у неандертальцев. Исследование Y-хромосом трёх неандертальцев (Spy 94a, 38—39 тыс. л. н.; Mezmaiskaya 2, 43—45 тыс. л. н.; El Sidrón 1253, 46—53 тыс. л. н.) и двух денисовцев (Denisova 4, 55–84 тыс. л. н.; Denisova 8, 106–136 тыс. л. н.) показало, что Y-хромосомная линия поздних неандертальцев отделилась от Y-хромосомной линии современного человека около 370 тыс. лет назад.